# Revel in Time
Revel in Time è il terzo album in studio del supergruppo olandese Star One, pubblicato il 18 febbraio 2022 dalla Inside Out Music.

## Descrizione
L'album rappresenta una novità per il progetto di Arjen Anthony Lucassen, che per la prima volta ha coinvolto un cantante differente per gli undici brani anziché affidarsi unicamente a Russell Allen, Dan Swanö, Damian Wilson e Floor Jansen (che appaiono comunque in un brano ciascuno). A tal proposito, lo stesso musicista ha spiegato che a causa dei limiti imposti dalla pandemia di COVID-19 era impossibile poter coinvolgere di persona i quattro cantanti e, con la scusa di voler collaborare con nuovi cantanti, ha contattato svariati artisti come Jeff Scott Soto, Joe Lynn Turner, Ross Jennings e Roy Khan.

Dal punto di vista musicale, Lucassen ha spiegato la necessità di riprendere in mano gli Star One per poter dedicarsi a qualcosa di più immediato e meno stratificato come è solito operare con gli Ayreon:

## Tracce
Testi e musiche di Arjen Lucassen, eccetto dove indicato.
1. Fate of Man – 5:29
2. 28 Days (Till the End of Time) – 7:21
3. Prescient – 6:34 (testo: Micheal Mills)
4. Back from the Past – 4:50
5. Revel in Time – 4:38
6. The Year of '41 – 6:20
7. Bridge of Life – 5:14
8. Today Is Yesterday – 5:46
9. A Hand on the Clock – 5:52
10. Beyond the Edge of It All – 4:52
11. Lost Children of the Universe – 9:46 (testo in latino: Jaap Toorenaar, Gjalt Lucassen)

Same Songs, Different Singers – CD bonus nell'edizione speciale
1. Fate of Man (lead and backing vocals: Marcela Bovio) – 5:29
2. 28 Days (Till the End of Time) (lead vocal: John Jaycee Cuijpers) – 7:21
3. Prescient (lead and backing vocals: Will Shaw) – 6:34 (testo: Micheal Mills)
4. Back from the Past (lead vocal: John Jaycee Cuijpers) – 4:50
5. Revel in Time (lead vocal: John Jaycee Cuijpers) – 4:38
6. The Year of '41 (lead vocal and synth solo: Alessandro Del Vecchio) – 6:20
7. Bridge of Life (lead vocals: Wilmer Waarbroek) – 5:14
8. Today Is Yesterday (lead vocals: Arjen Lucassen) – 5:46
9. A Hand on the Clock (lead and backing vocals: Mrcela Bovio and Irene Jansen (verses)) – 5:52
10. Beyond the Edge of It All (lead vocals: Mike Andersson) – 4:52
11. Lost Children of the Universe (lead vocals: Tony Martin) – 9:46 (testo in latino: Jaap Toorenaar, Gjalt Lucassen)

Contenuto bonus nell'edizione limitata
- CD 3 – Instrumental Versions of All Songs

1. Fate of Man – 5:29
2. 28 Days (Till the End of Time) – 7:21
3. Prescient – 6:34
4. Back from the Past – 4:50
5. Revel in Time – 4:38
6. The Year of '41 – 6:20
7. Bridge of Life – 5:14
8. Today Is Yesterday – 5:46
9. A Hand on the Clock – 5:52
10. Beyond the Edge of It All – 4:52
11. Lost Children of the Universe – 9:46

- BD

1. Revel in Time (Behind the Scenes)
2. Revel in Time (5.1 Audio Mix CD I)
3. Revel in Time (2.0 Hi Res 24 Bit Audio Mix CD I and CD II)
4. Videoclip: Lost Children of the Universe (Directed by Wayne Joyner)
5. Videoclip: Fate of Man (Directed by Dave Letelier)

## Formazione
Hanno partecipato alle registrazioni, secondo le note di copertina:
Musicisti
- Arjen Lucassen – chitarra, basso, tastiera, voce, assolo di chitarra (traccia 10)
- Ed Warby – batteria
- Erik van Ittersum – Solina Strings
- Brittney Slayes – voce principale e cori (traccia 1)
- Michael Romeo – assolo di chitarra (traccia 1)
- Sir Russell Allen – voce principale (traccia 2)
- Timo Somers – assoli di chitarra (traccia 2)
- Micheal Mills – voce principale e cori (traccia 3)
- Ross Jennings – voce principale e cori (traccia 3)
- Jeff Scott Soto – voce principale (traccia 4)
- Ron Bumblefoot Thal – assolo di chitarra (traccia 4)
- Marcela Bovio – cori (tracce 4-8, 10 e 11)
- Irene Jansen – cori (tracce 4-8, 10 e 11)
- Brandon Yeagley – voce principale (traccia 5)
- Adrian Vanderberg – assoli di chitarra (traccia 5)
- Joe Lynn Turner – voce principale (traccia 6)
- Will Shaw – vocalizzo (traccia 6)
- Joel Hoekstra – assolo di chitarra (traccia 6)
- Jens Johansson – assolo di sintetizzatore (traccia 6)
- Damian Wilson – voce principale (traccia 7)
- Dan Swanö – voce principale (traccia 8)
- Lisa Bella Donna – moog (traccia 8)
- Marcel Singor – assolo di chitarra (traccia 8)
- Floor Jansen – voce principale e cori (traccia 9)
- Joost van der Broek – assolo di organo Hammond (traccia 9)
- John Jaycee Cuijpers – voce principale (traccia 10)
- Roy Khan – voce principale (traccia 11)
- Hellscore Choir – coro (traccia 11)
- Steve Vai – assolo di chitarra (traccia 11)
- Noa Gruman – direzione del coro (traccia 11)

Produzione
- Arjen Lucassen – registrazione, ingegneria del suono, produzione, missaggio
- Joost van der Broek – mastering
- Jos Driessen – registrazione batteria e organo Hammond (traccia 9)
- Yonatan Kossov – registrazione coro (traccia 11)
- Dimitry Haladko – registrazione voce di Turner (traccia 6)
- James Welch – registrazione voce di Wilson (traccia 7)
- Leif Johansen – registrazione voce di Khan (traccia 11)